# محمد الواکد (بازیکن فوتبال، زاده ۱۹۸۵)
محمد الواکد (عربی: محمد الواكد؛ زادهٔ ۶ اکتبر ۱۹۸۵) بازیکن فوتبال اهل سوریه است.
از باشگاه‌هایی که در آن بازی کرده‌است می‌توان به باشگاه ورزشی المجد، باشگاه فوتبال امانت بغداد، باشگاه ورزشی الشرطه (سوریه)، و باشگاه ورزشی الجیش (سوریه) اشاره کرد.
وی همچنین در تیم ملی فوتبال سوریه بازی کرده‌است.